# Savina Teubal
Savina Teubal va ser una escriptora i erudita bíblica, presidenta fundadora del Sarah's Tent: Sheltering Creative Jewish Spirituality. Va néixer el 1926. Va créixer a l'Argentina en una comunitat jueva siriana estricta i sofisticada que celebrava l'aprenentatge i la preservació de la tradició. El seu pare i la seva família van emigrar de Síria directament a l'Argentina. La família de la seva mare va emigrar de Síria a Anglaterra abans d'anar a l'Argentina. Més tard, Savina va marxar a Anglaterra i després a Amèrica, convertint-se en una activista social. Als trenta anys, va començar a estudiar i va reclamar com a propi el llegat bíblic del seu poble. La seva obra, "Sarah the Priestess" (publicada per primera vegada el 1984), reflecteix el carater matriarcal de la Bíblia, a on crea una interpretació que replanteja les narracions bíbliques com a històries en la que les dones són protagonsites.
La contribució de Savina al judaisme no es va limitar als seus llibres, articles i a les seves obres de ficció. Aprofitant el poder del ritual, va crear una cerimònia per aaribar a la vellesa en plenitud. La seva intenció i l'entesa comprensió de les interconnexions del temps, l'espai, el llenguatge i els objectes sagrats la van permetre presentar el seu Simchat Hochmah ["Alegria de la Saviesa"], un ritual que marca la transició d'un individu en el context de la seva comunitat.
Es va associar amb una compositora, una poeta i uns rabins que la van ajudar a crear una cerimònia que es va convertir en un model de "celebracions de la saviesa" a tot el món jueu. Savina va triar Shabbat Lech Lecha (el Sàbat on es llegeix la part de la Torà sobre el viatge d'Abraham) per a la seva "simcha" i, mentre va ascendir a la Tora per primera vegada en la seva vida, va comparar el seu propi viatge amb el de Sarai i Abraham com un viatge a un futur nou i desconegut.
Savina va recuperar les històries de Sarah i Hagar a través de la seva escriptura i de la seva vida. Com Sarah, Savina va sortir a noves terres, sense mapes ni mentors per guiar-la. Igual que Sarah i Hagar, Savina vivia en un món patriarcal el qual desafiava amb les seves eleccions i la seva feina. L'última setmana de la vida de Savina va ser la setmana en què els jueus de tot el món van llegir la part de VaYera, que narra l'acollida cordial d'Abraham i Sara als desconeguts revelats com a missatgers de Déu. Savina va ser una de les fundadores d'una antiga nissaga Shabbat, "Shabbat Sheni", i de la comunitat, "Sarah's Tent". La casa de Savina, com la de Sarah, estava oberta a aquells que es reunien per celebrar el Shabbat, per donar la benvinguda al nou mes, per estudiar la Tora o per planificar la transformació feminista del món.
Va morir el 2005.